# Henk Muller
Henk Muller (Utrecht, 24 oktober 1887 – Den Haag, 7 mei 1940) was een Nederlands voetballer die als rechtsbinnen speelde.

## Loopbaan
Hij was de eerste voetballer van Quick (Den Haag) in een reeks die in het Nederlands elftal speelde. Muller was arts en overleed in 1940 op 52-jarige leeftijd na een langdurige ziekte.

## Interlandcarrière

### Nederland
Op 29 april 1906 debuteerde Muller voor Nederland in een vriendschappelijke wedstrijd tegen België (5 – 0 nederlaag).
| Interlands van Henk Muller voor Nederland | Interlands van Henk Muller voor Nederland | Interlands van Henk Muller voor Nederland | Interlands van Henk Muller voor Nederland | Interlands van Henk Muller voor Nederland | Interlands van Henk Muller voor Nederland |
| №                                         | Datum                                     | Wedstrijd                                 | Uitslag                                   | Soort Wedstrijd                           | Doelpunten                                |
| Als speler bij Quick (Den Haag)           | Als speler bij Quick (Den Haag)           | Als speler bij Quick (Den Haag)           | Als speler bij Quick (Den Haag)           | Als speler bij Quick (Den Haag)           | Als speler bij Quick (Den Haag)           |
| ----------------------------------------- | ----------------------------------------- | ----------------------------------------- | ----------------------------------------- | ----------------------------------------- | ----------------------------------------- |
| 1.                                        | 29 april 1906                             | België – Nederland                        | 5 – 0                                     | Vriendschappelijk                         | 0                                         |
| 2.                                        | 13 mei 1906                               | Nederland – België                        | 2 – 3                                     | Vriendschappelijk                         | 1                                         |